# Chad Everett
Raymond Lee Cramton, lepiej znany jako Chad Everett (ur. 11 czerwca 1937 w South Bend, zm. 24 lipca 2012 w Los Angeles) – amerykański aktor i reżyser.
Dwukrotnie nominowany do Złotego Globu (1971, 1973) dla najlepszego aktora telewizyjnego w dramacie za rolę doktora Joego Gannona, chirurga w szpitalu uniwersyteckim w Los Angeles, w serialu emitowanym na antenie CBS Medical Center (1969–1976). 
13 listopada 1986 otrzymał własną gwiazdę w Alei Gwiazd w Los Angeles znajdującą się przy 6922 Hollywood Boulevard.

## Filmografia

### Filmy
- 1961: Claudelle Inglish jako Linn Varner
- 1966: Śpiewająca zakonnica (The Singing Nun) jako Robert Gerarde
- 1967: Daleka droga do domu (The Last Challenge) jako Lot McGuire
- 1968: Nieznośne lata (The Impossible Years) jako Richard Merrick
- 1977: In the Glitter Palace jako Vincent 'Vince' Halloran
- 1982: Spokojnie, to tylko awaria jako Simon Kurtz
- 1983: Malibu (TV) jako Art Bonnell
- 1985: Gorączka hazardu (Fever Pitch) jako Dutchman
- 1998: Psychol jako Tom Cassidy
- 1999: Swobodny lot jako Richard Pierce
- 2001: Mulholland Drive jako Jimmy Katz
- 2003: Szkoła stewardes jako Jack Weston
- 2008: Break jako mężczyzna

### Seriale
- 1955: Cheyenne jako Del Stark
- 1960: Route 66 jako Heiss Horgal
- 1969-76: Centrum Medyczne (Medical Center) jako dr Joe Gannon
- 1980: Hagen jako Paul Hagen
- 1986: Statek miłości jako Wayne Richmond
- 1986: Napisała: Morderstwo jako Kevin Keats
- 1990: Napisała: Morderstwo jako detektyw Redick
- 1991: Napisała: Morderstwo jako Clark Blanchard
- 1993: Napisała: Morderstwo jako Martin Fraser
- 1994-95: McKenna jako Jack McKenna
- 1995: Karolina w mieście jako King Cassidy
- 1995: Cybill jako David Whittier Sr.
- 1997: Dotyk anioła jako pastor Daniel Brewer
- 1997: Diagnoza morderstwo jako dr Clayton Andrews
- 1998: Ja się zastrzelę jako dr Joseph Vernon
- 1998: Melrose Place jako Thomas Sterling
- 1998: Pomoc domowa jako dr Osborn
- 1999: Statek miłości (Love Boat: The Next Wave) jako Blake Hunter
- 2006: Dowody zbrodni jako Jimmy Bruno
- 2006: Saturday Night Live
- 2007: Bez śladu jako Joseph Pratt
- 2009: Nie z tego świata (Supernatural) jako agent Dean Winchester
- 2011: Chemistry jako Vic Strathmore
- 2012: Castle jako Joe